# Skodborg
Skodborg es una localidad situada en el municipio de Vejen, en la región de Dinamarca Meridional (Dinamarca), con una población estimada a principios de 2018 de unos 1341 habitantes.
Se encuentra ubicada en el centro de la región, cerca de la ciudad de Vejen.